# Greatest Hits Live (альбом Стива Уинвуда)
Greatest Hits Live — двойной (2CD/4LP) концертный альбом британского музыканта Стива Уинвуда, изданный в 2017 году. Это первый студийный альбом Уинвуда, если не считать концертный альбом группы Go, одним из участников которой был Уинвуд (Live from Paris, 1976), и его совместный концертный альбом с Эриком Клэптоном (Live from Madison Square Garden, 2009).

## Об альбоме
Содержание концерта и альбома составили 23 композиции разных лет, в основном, из репертуара группы Traffic и сольного творчества Уинвуда, но также и более ранних музыкальных коллективов, в которых участвовал Уинвуд, таких как The Spencer Davis Group и Blind Faith.
Альбом был положительно оценен критиками, в частности, Стефен Томас (Stephen Thomas Erlewine) охарактеризовал его как «эффективно подводящий итоги карьеры Уинвуда в 2010-х годах».

## Список композиций
Диск 1
1. "I'm a Man" – 6:00
2. "Them Changes" – 5:24
3. "Fly" – 8:56
4. "Can’t Find My Way Home" – 4:49
5. "Had To Cry Today" – 6:45
6. "Low Spark Of High Heeled Boys" – 8:02
7. "Empty Pages" – 6:18
8. "Back In The High Life Again" – 8:15
9. "Higher Love" – 7:09
10. "Dear Mr. Fantasy" – 	8:44
11. "Gimme Some Lovin" – 5:28

Диск 2
1. "Rainmaker" – 8:05
2. "Pearly Queen" – 5:22
3. "Glad" – 6:32
4. "Why Can't We Live Together" – 6:11
5. "40,000 Headmen" – 4:38
6. "Walking In The Wind" – 7:14
7. "Medicated Goo" – 6:04
8. "John Barleycorn" – 7:07
9. "While You See A Chance" – 6:11
10. "Arc Of A Diver" – 6:09
11. "Freedom Overspill" – 5:29
12. "Roll With It" – 5:46

## Участники записи
- Drums – Richard Bailey
- Electric Organ – Paul Booth (2), Steve Winwood
- Flute – Paul Booth (2)
- Guitar – Jose Neto, Steve Winwood
- Mandolin – Steve Winwood
- Mastered By – John Dent
- Mixed By – James Towler
- Percussion – Edson Da Silva
- Recorded By – James Towler
- Saxophone – Paul Booth (2)
- Vocals – Steve Winwood